# Liste der tschechischen Botschafter in Deutschland

Kleines Wappen der Tschechischen Republik

Dies ist eine Liste der böhmischen (bis 1806), tschechoslowakischen (1919 bis 1990) und tschechischen (seit 1993) Gesandten bzw. Botschafter in Deutschland.

## Böhmische Gesandte

### Böhmische Gesandte beimHeiligen Römischen Reich(bis 1806)
Königlich-kurböhmische Gesandte beim Immerwährenden Reichstag des Heiligen Römischen Reichs in Regensburg bis 1806
1806 endete für Böhmen die Kurwürde im HRR, und die Länder der böhmischen Krone wurden integraler Bestandteil der Habsburgermonarchie, die sich von da ab Kaisertum Österreich nannte.

## Tschechoslowakische Gesandte und Botschafter
Nach dem Ersten Weltkrieg wurde Böhmen Teil der 1918 neu gegründeten Tschechoslowakei.

### Tschechoslowakische Gesandte imDeutschen Reich(1919 bis 1939)
1919: Aufnahme diplomatischer Beziehungen
- 1919–1920: Eduard Körner (1863–1933), Chef des Amtes des diplomatischen Bevollmächtigten, ab 24. März 1920 Geschäftsträger
- 1920–1921: Miloš Kobr, Minister
- 1921–1924: Vlastimil Tusar (1880–1924), Gesandter
- 1925–1927: Kamil Krofta (1876–1945), Gesandter
- 1927–1932: František Chvalkovský (1885–1945), Gesandter
- 1932–1939: Vojtěch Mastný (1874–1954), Gesandter

1939: Ende der Beziehungen infolge der Besetzung der Tschechoslowakei durch Deutschland

### Tschechoslowakische Botschafter in derDeutschen Demokratischen Republik(1949 bis 1990)
1949: Aufnahme diplomatischer Beziehungen
- 1949–1951: Otto Fischel, Gesandter
- 1951–1953: Emil Hršel (1901–1972), Gesandter
- 1953–1956: Lubomír Linhart (1906–1980), Gesandter, ab dem 4. November 1953 Botschafter
- 1956–1961: Otto Klička, Botschafter
- 1961–1964: Gustav Souček, Botschafter
- 1964–1969: Václav Kolář, Botschafter
- 1969–1971: František Krajičír, Botschafter
- 1971–1976: Richard Dvořák, Botschafter
- 1976–1982: František Hamouz, Botschafter
- 1982–1988: Pavel Sadovský, Botschafter
- 1988–1990: František Langer, Botschafter

1990: Ende der Beziehungen infolge des Beitritts der DDR zur Bundesrepublik

### Tschechoslowakische Botschafter in der BundesrepublikDeutschland(1973 bis 1992)

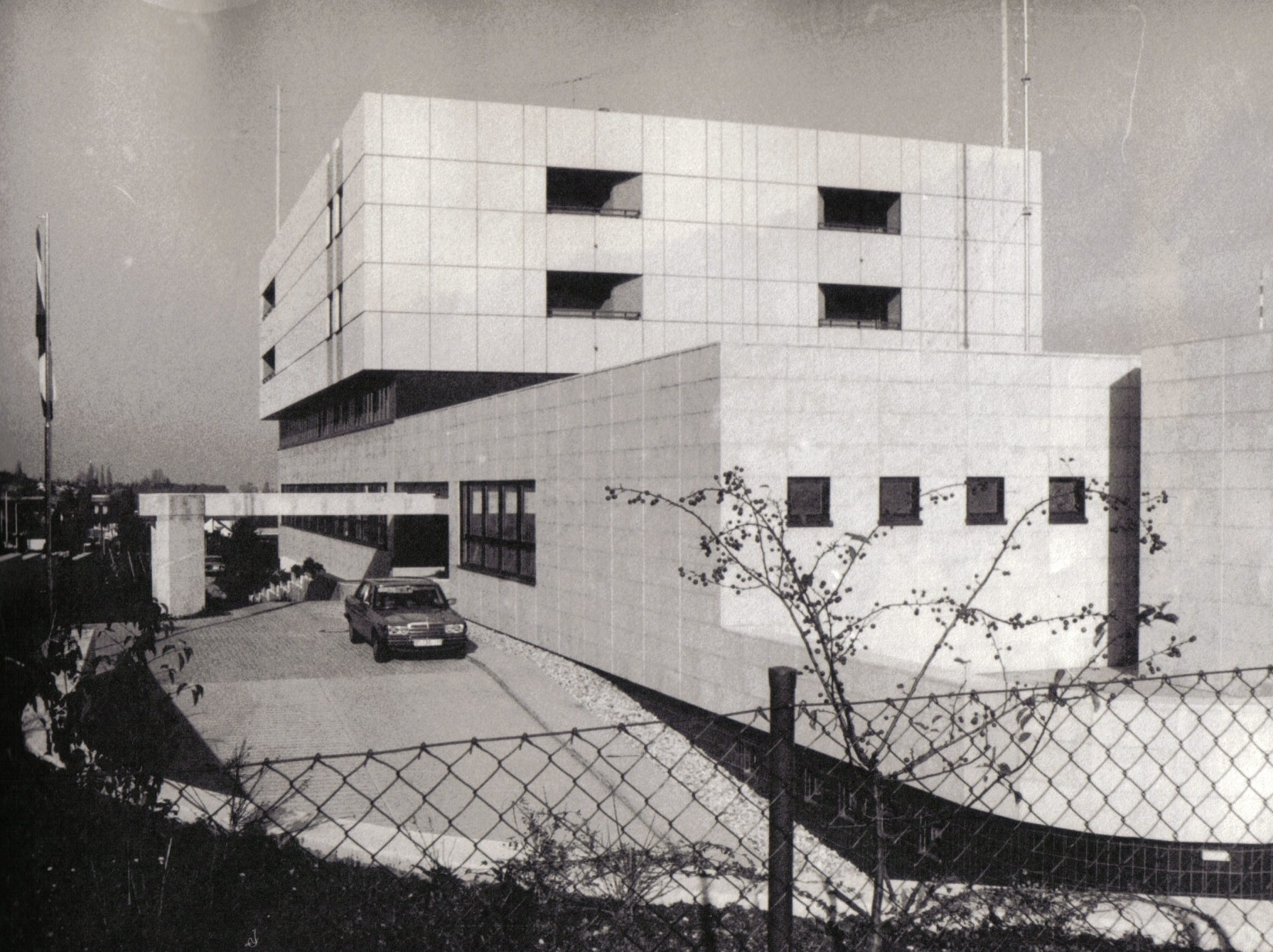
Ehemalige Botschaft der ČSSR in der Bonner Ferdinandstraße 27 (bis 1992)

1973: Aufnahme diplomatischer Beziehungen
- 1973–1974: František Mika (1908–1984), Geschäftsträger
- 1974–1983: Jiří Götz (1921–1995), Botschafter
- 1983–1989: Dušan Spáčil, Botschafter
- 1990–1990: Milan Kadnár, Botschafter
- 1990–1998: Jiří Gruša (1938–2011), Botschafter

Ab 1993: tschechische Botschafter (siehe unten)
Nach der samtenen Revolution 1989 kam es zu einem Systemwechsel und am 1. Januar 1993 zur Trennung zwischen Tschechien und der Slowakei.

## Tschechische Botschafter

### Tschechische Botschafter in der BundesrepublikDeutschland(seit 1993)

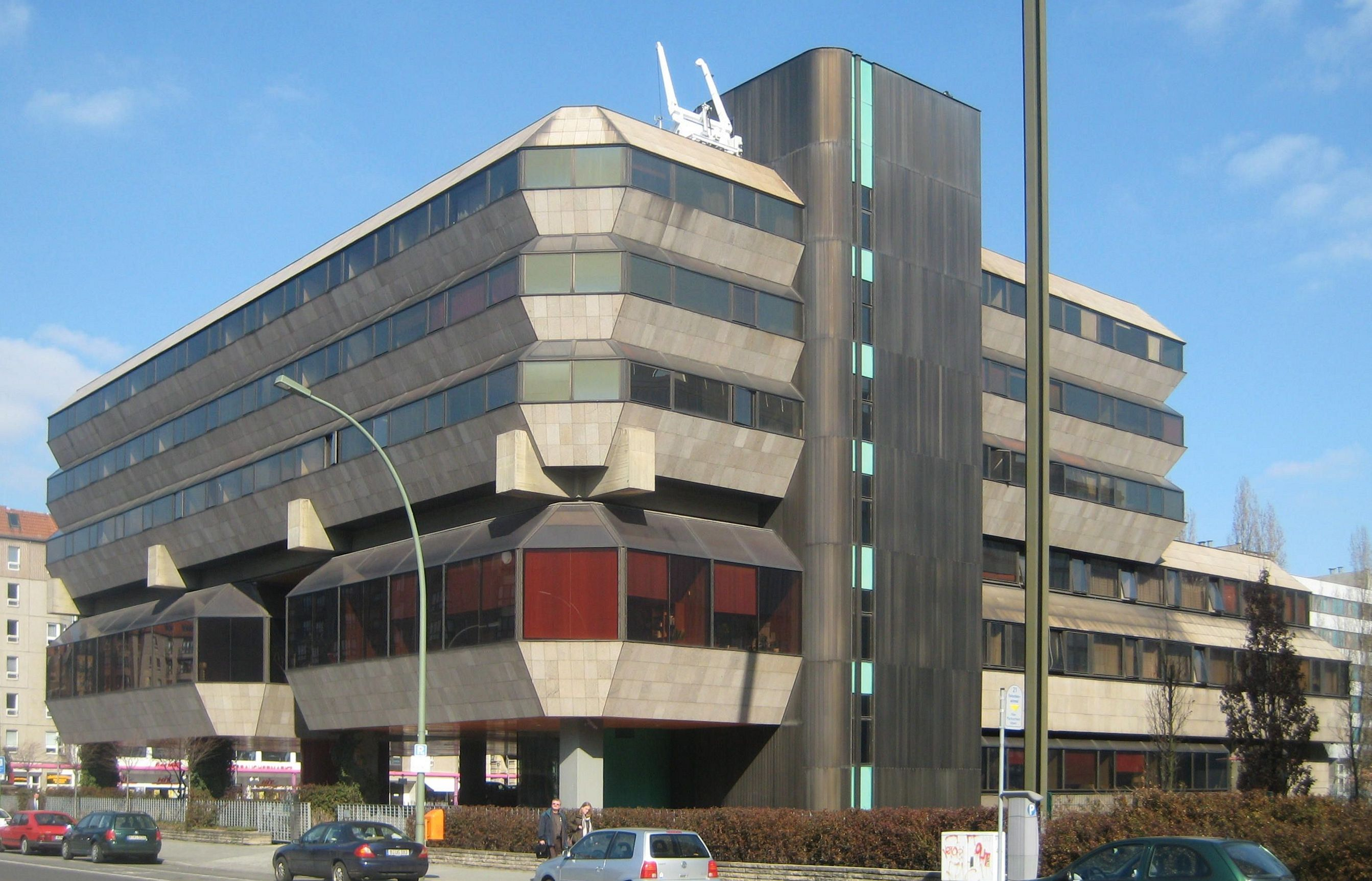
Ehemalige Botschaft der ČSSR in Ost-Berlin, seit 1992 Tschechische Botschaft im vereinten Deutschland.

Bis 1992: tschechoslowakischer Botschafter (siehe oben)
- 1990–1998: Jiří Gruša (1938–2011), Botschafter
- 1998–2001: František Černý (1931–2024), Botschafter
- 2001–2006: Boris Lazar (* 1946), Botschafter
- 2006–2015: Rudolf Jindrák (* 1964), Botschafter
- 2015–2020: Tomáš Jan Podivínský (* 1969), Botschafter
- 2020–2024: Tomáš Kafka (* 1965), Botschafter[3]
- seit 2024: Jiří Čistecký (* 1971), Botschafter[4]